# Interzicerea simbolurilor naziste
Simbolurile naziste au fost interzise, parțial sau în totalitate, de către mai multe țări din lume. Deși aceste interziceri vizează nominal ideologia nazistă, ele pot fi însoțite de sentimente populare antiextremist, ceea ce duce, de facto, la o interzicere a tuturor ideologiilor radicale de dreapta, precum fascismul sau alte forme de naționalism extremist, fără ca acestea să fie interzise explicit prin legislație.

## Tabel
| Țară          | Legalitatea simbolurilor naziste                                      | Excepții |
| ------------- | --------------------------------------------------------------------- | --- |
| Argentina     | Ilegal                                                                | N/A |
| Australia     | Ilegal                                                                | Utilizare academică, educațională sau artistică. |
| Austria       | Ilegal                                                                | N/A |
| Belarus       | Ilegal                                                                | N/A |
| Belgia        | Ilegal                                                                | N/A |
| Brazilia      | Ilegal                                                                | N/A |
| Canada        | Legal                                                                 | N/A |
| China         | Ilegal                                                                | N/A |
| Cehia         | Ilegal                                                                | N/A |
| Estonia       | Ilegal                                                                | N/A |
| Finlanda      | Legal                                                                 | Există limitări implicite. Menținerea simbolismului nazist vizibil în anumite circumstanțe ar putea constitui o agitație împotriva unui grup de populație. |
| Franța        | Ilegal                                                                | N/A |
| Germania      | Ilegal                                                                | Contexte artistice și educaționale. |
| Ungaria       | Ilegal                                                                | N/A |
| Iran          | Legal                                                                 | N/A |
| Italia        | Ilegal                                                                | N/A |
| Japonia       | Legal                                                                 | N/A |
| Letonia       | Ilegal                                                                | N/A |
| Lituania      | Ilegal                                                                | În scopuri artistice și educaționale |
| Luxemburg     | Ilegal                                                                | N/A |
| Mexic         | Legal                                                                 | N/A |
| Noua Zeelandă | Legal                                                                 | N/A |
| Polonia       | Ilegal                                                                | Activitate artistică, educațională, de colectare sau academică. |
| Portugalia    | Legal                                                                 | N/A |
| România       | Ilegal                                                                | N/A |
| Rusia         | Ilegal                                                                | În scopuri de cercetare artistică, educațională și științifică. |
| Serbia        | Ilegal                                                                | N/A |
| Singapore     | Legal                                                                 | N/A |
| Slovacia      | Ilegal                                                                | N/A |
| Coreea de Sud | Legal                                                                 | N/A |
| Spania        | Legal                                                                 | Când este asociat cu comportamentul criminal. |
| Suedia        | Ilegal                                                                | N/A |
| Elveția       | Ilegal                                                                | N/A |
| Taiwan        | Legal                                                                 | Curtea Constituțională a condamnat utilizarea simbolurilor naziste ca libertate de exprimare protejată de Constituție. |
| Thailanda     | Legal                                                                 | N/A |
| Turcia        | Legal                                                                 | N/A |
| Ucraina       | Ilegal                                                                | În scopuri artistice, educaționale, științifice și istorice. Simboluri folosite până în 1991 |
| Regatul Unit  | Legal                                                                 | În timpul celui de-al Doilea Război Mondial (1939–1945) |
| Statele Unite | Restricții în statele New York, California și Virginia; legal în rest | Neconstituțională pentru a interzice simbolurile. Interdicția statului New York se extinde doar la proprietatea publică. California interzice simbolurile naziste în public în conformitate cu legea statului privind criminalitatea bazată pe ură, iar Virginia interzice simbolurile naziste în public pentru a evita confuzia cu Svastica Hindu. |